# Шоя-Кузнецово
Шоя-Кузнецово — деревня в городском округе Йошкар-Олы Республики Марий Эл (Россия). Деревня находится в ведении Семёновского территориального управления администрации города.
Численность населения — 705 (2018) человек.

## География
Деревня находится в 7 км к северо-востоку от центра территориального управления села Семёновка и в 12 км к северо-востоку от столицы республики города Йошкар-Ола. Расположена на берегах реки Монага.

## История
Деревня впервые упоминается в 1646 году под названием Дальнее Кузнецово. По данным I ревизии, в деревне Дальнее Кузнецово Дворцовой волости Царевококшайского уезда Казанской губернии числилось 25 дворов (из них 3 пустых) и 98 жителей мужского пола. Этнический состав населения — русские, сословный — дворцовые крестьяне. По данным III ревизии в Дальнем Кузнецове числилось 139 мужчин, 140 женщин; по данным IV ревизии — 161 мужчина, 172 женщины; по V ревизии — 73 двора, 175 мужчин, 190 женщин.
В 1859 году имелось 90 дворов, проживало 259 мужчин, 278 женщин.
В 1879 году из числа жителей деревни образован выселок под названием Паганур. Оба населённых пункта составляли одно Дальнекузнецовское сельское общество. В то время в Дальнем Кузнецове насчитывалось 84 двора.
В 1884 году было основано Русское Шоя-Кузнецовское земское училище, позднее переименованное в Шоя-Кузнецовскую школу I ступени. В 1919 году в ней учились 84 человека из деревень Шоя-Кузнецово и Апшакбеляк.
В годы Первой мировой войны (1916 год) в деревню прибыло 23 семьи беженцев из Холмской губернии.
В 1920 году образовался починок Шоя-Кузнецово (в народе Пуялка), где по переписи 1926 года проживали 46 человек и насчитывалось 7 хозяйств.
В 1921 году в деревне Шоя-Кузнецово Вараксинской волости имелось лошадей 93 головы, крупного рогатого скота — 198, овец — 686, свиней — 30.
В 1924 году территория деревни составляла 806 десятин, из них удобной земли — 60 десятин, пашни — 610,95 десятины, луговой — 44,7, выгона — 10 десятин, неудобной — 80,25 десятины. В деревне проживали 740 человек, насчитывалось 127 дворов и 133 хозяйства.
В первой половине 1920-х годов работал маслобойный завод. Развиваются кустарные промыслы. В 1930 году в деревне образовано товарищество по совместной обработке земли. С началом коллективизации в январе 1930 года в деревне организован колхоз «Девятое января». В 1935 году образована конеферма. В 1936 году в колхозе было 106 хозяйств, проживал 471 человек, имелись конеферма и ферма крупного рогатого скота, в 1943 году имелись ферма КРС, свиноводческая, овцеводческая и птицеводческая фермы.
В 1940 году в деревне находился самостоятельный фельдшерско-акушерский пункт. К январю 1943 года этот медицинский пункт обрёл статус участковой амбулатории.
В годы Великой Отечественной войны практически все здоровое мужское население было призвано в действующую Красную Армию, 46 человек не вернулись.
14 июля 1950 года избрано правление укрупнённого колхоза имени Сталина, куда вошли 3 колхоза («Памяти 9 января», «Правда», «Заветы Ильича»).
По итогам переписи населения 1959 года в деревне Шоя-Кузнецово Кузнецовского сельсовета Медведевского района проживали 462 человека, в том числе 215 мужчин и 247 женщин.
Постановлением Президиума Верховного Совета Марийской АССР от 31 мая 1978 года деревня Шоя-Кузнецово из состава Медведевского района передана в состав Семёновского сельсовета Ленинского района Йошкар-Олы, а земли переданы в совхоз «Овощевод». На момент передачи в Шоя-Кузнецове насчитывалось 128 хозяйств и 503 человека населения.
Согласно переписи 2002 года в деревне проживало 582 человека (русские — 53 %, марийцы — 43 %).
На 1 января 2004 года в Шоя-Кузнецове насчитывалось 552 человека.
В 2010 году — 575 человек (283 мужчины, 292 женщины).
Сейчас деревня полностью газифицирована, имеются асфальтовая дорога, водопровод, телефон, ходят автобусы и маршрутные такси. Есть магазин, часовня.

## Население
| 2010 | 2012 | 2015 | 2016 | 2017 | 2018 |
| ---- | ---- | ---- | ---- | ---- | ---- |
| 575  | ↗661 | ↘628 | ↘623 | ↗716 | ↘705 |

## Здравоохранение
Шоя-Кузнецовский психоневрологический дом-интернат
С 1940 года в Шоя-Кузнецове находился детский дом для умственно больных детей наполняемостью в 40 койко-мест. В 1982 году Шоя-Кузнецовский детский дом-интернат был перепрофилирован в Шоя-Кузнецовский дом-интернат общего типа. В 1994 году по приказу Министерства соцзащиты населения и труда Республики Марий Эл дом-интернат перепрофилирован в Шоя-Кузнецовский психоневрологический дом-интернат.

## Транспорт
В 1 километре к западу от деревни проходит автодорога регионального значения 88К-001 Йошкар-Ола — Уржум.